# Amt Grevesmühlen-Land
La comunità amministrativa di Grevesmühlen-Land (Amt Grevesmühlen-Land) si trova nel circondario del Meclemburgo Nordoccidentale nel Meclemburgo-Pomerania Anteriore, in Germania.

## Suddivisione
Comprende 8 comuni (abitanti il 31 dicembre 2022):
1. Bernstorf (376)
2. Gägelow (2 551)
3. Roggenstorf (437)
4. Rüting (532)
5. Stepenitztal (1 704)
6. Testorf-Steinfort (651)
7. Upahl (1 654)
8. Warnow (627)

Il capoluogo è Grevesmühlen, esterna al territorio della comunità amministrativa.